# Alain Nef
Alain Nef (sinh ngày 6 tháng 2 năm 1982) là một hậu vệ bóng đá người Thụy Sĩ hiện tại thi đấu cho FC Zürich.

## Sự nghiệp
Trước đó anh thi đấu cho Piacenza Calcio và FC Zürich. Vào ngày 14 tháng 1 năm 2009, Nef được cho mượn từ Udinese Calcio đến câu lạc bộ Tây Ban Nha Recreativo de Huelva.
Mùa hè 2009 anh được cho mượn đến đội bóng Ý Serie B Triestina.
Vào tháng 11 năm 2010, BSC Young Boys mua anh và ký hợp đồng đến 30 tháng 6 năm 2015.

## Quốc tế
Anh có màn ra mắt quốc tế cho Thụy Sĩ trước Síp vào ngày 20 tháng 8 năm 2008.